# Puncak Trikora
Puncak Trikora eller Wilhelmina-berget, är ett berg i Papuaprovinsen i Indonesien. Berget ligger i Pegunungan Jayawijaya som är en del av Maokebergen. Berget är det näst högsta berget på Nya Guinea efter Puncak Jaya (Carstensz Pyramiden) som är 4884 meter högt.